# Hupac
Hupac è una società ferroviaria svizzera, specializzata nel trasporto combinato ferrovia-strada, e in generale nell'effettuazione di treni merci.

## Storia
Hupac è stata fondata a Chiasso l'8 giugno del 1967.
Nel 2009, i volumi di trasporto calarono del 13,5%, fino a raggiungere le sole 607.284 spedizioni stradali. Tuttavia, il profitto aumentò. Nel 2010, i volumi di traffico risalirono del 13,7%, tornando ai livelli pre 2009. Nell'agosto dello stesso anno Hupac acquisì una quota del 25% di Crossrail. Sempre in quell'anno, a settembre, Hupac si unì a SBB Cargo per formare una joint venture chiamata SBB Cargo International, la cui sede è a Olten.
Nel 2017 il volume di traffico ammontava a 763.100 spedizioni stradali. Nel 2023 il volume di traffico ammontava a 975.000 spedizioni stradali .
Hupac è membro dell'Union internationale des sociétés de transport combiné rail-route o UIRR ("Unione internazionale delle società di trasporto combinato ferrovia-strada").
Secondo il rapporto annuale 2015-16 della stessa UIRR, nel 2015 Hupac movimentò merci per 1.100.000 TEU  e nel 2017 per 1.370.000 TEU.

## Attività
La rete di navette, chiamate "Shuttle Net", di Hupac dispone di 130 treni intermodali al giorno che collegano le principali aree economiche dell'Europa. Hupac effettua anche un'autostrada viaggiante da Friborgo a Novara.

## Dati societari
Il Gruppo Hupac è composto da 24 società con sedi in Svizzera, Italia, Germania, Paesi Bassi, Belgio, Spagna, Polonia, Russia e Cina, e impiega 700 collaboratori.
Il capitale sociale ammonta a 20 milioni di franchi svizzeri ed è ripartito fra circa 100 azionisti; di esso, il 72% appartiene ad aziende di trasporti e logistica e il restante 28% a società ferroviarie.

## In Italia
Hupac è attivo in tutta Europa e anche in Italia, dove in particolare gestisce il più grande interporto europeo per il trasbordo delle unità intermodali dalla strada alla rotaia e viceversa, quello di Busto Arsizio-Gallarate, con una capacità di circa 8 milioni di tonnellate l'anno e un volume annuale di traffico di 420.000 unità di trasporto intermodale (UTI).